# Jolanda Annen
Jolanda Annen (* 11. September 1992 in Schattdorf) ist eine Schweizer Triathletin. Sie ist Schweizermeisterin Duathlon (2013) und Triathlon (2015), ist Mitglied im A-Kader des Schweizer Triathlon-Nationalteams und zweifache Olympiastarterin (2016, 2020).

## Werdegang
Im Alter von knapp 17 Jahren bestritt Jolanda Annen in Nottwil ihren ersten Triathlon-Wettkampf beim Sempachersee-Triathlon, bei dem sie den ersten Platz belegte. In den Saisons 2010 und 2011 startete Jolanda in der schweizerischen Rennserie «Swiss Triathlon Circuit» bei den Juniorinnen und konnte bereits im ersten Jahr einen Sieg am Zürich Triathlon und weitere Podestplätze verbuchen.
Seit der Saison 2012 startet Jolanda Annen in der schweizerischen PRO-Serie. Dabei gelang es ihr am 15. April 2012, in Wallisellen gleich beim ersten PRO-Rennen, als Siegerin das Ziel zu erreichen. In der zweiten Saison gelang Annen der Sieg in Zug und diverse zweite Ränge. Bei den Triathlon-Schweizermeisterschaften 2012 gewann Jolanda Annen bei den Profi-Damen (Elite) hinter Daniela Ryf und Céline Schärer die Bronzemedaille.

### Schweizermeisterin Duathlon 2013
Im Frühjahr 2013 errang sie den Schweizermeistertitel im Duathlon. Das beste Resultat der Saison war der vierte Rang am Elite Europacup in Karlsbad, Tschechien. Dank dieses Erfolges wurde Jolanda Annen für die Saison 2014 in das nationale C-Kader berufen. Im Winter 2013/14 absolvierte Jolanda Annen in Magglingen die Spitzensport-Rekrutenschule.
Im April 2014 wurde bei ihr die Viruserkrankung Pfeiffer-Drüsenfieber diagnostiziert. Nach einer mehrmonatigen Trainingspause konnte Jolanda Annen in der Saison 2014 trotzdem noch einige gute Rennen absolvieren. Am letzten Weltcuprennen der Saison, im südkoreanischen Tongyeong erreichte sie mit dem siebten Rang ihr bisher bestes Resultat.

### Schweizermeisterin Triathlon 2015
In der Saison 2015 bildete Jolanda Annen gemeinsam mit Andrea Salvisberg das Schweizer B-Kader. An den Triathlon Weltcup in Huatulco, Mexiko und in Tongyeong, Südkorea, lief Jolanda Annen jeweils auf den zweiten Rang. Bei den Europameisterschaften 2015 in Genf gewann Jolanda Annen mit Team Schweiz I, gemeinsam mit Andrea Salvisberg, Nicola Spirig und Sven Riederer, die Silbermedaille im Team Mixed Relay (gemischte Staffel). An den Schweizer Triathlon-Landesmeisterschaften 2015 feierte Jolanda Annen Siege sowohl im Elite- als auch im U23-Rennen.
In der Weltrangliste der World Triathlon Serie konnte sich Jolanda Annen im 2015 von Position 128 auf Rang 35 nach vorne kämpfen, was ihr den Titel „ITU Biggest Mover 2015“ (Aufsteigerin des Jahres) einbrachte. Die Triathlonsaison 2015 schloss Jolanda Annen in der Triathlon-Weltmeisterschafts-Rennserie 2015 als zweitbeste Schweizerin (hinter Nicola Spirig) auf dem 35. Rang ab.

### Olympische Sommerspiele 2016

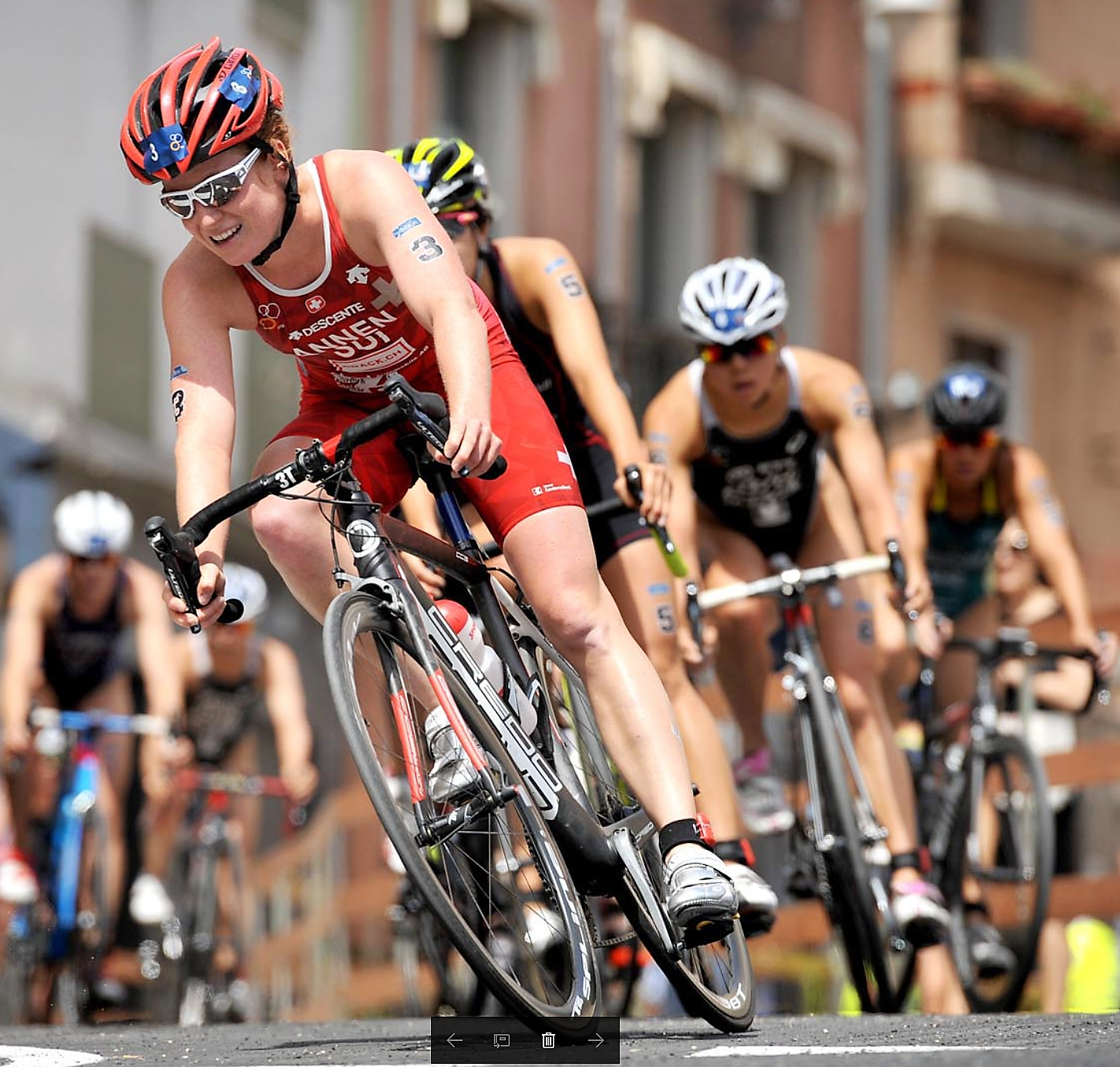
Jolanda Annen beim ITU Triathlon World Cup in Cagliari, 2017

Die sportlichen Erfolge der abgelaufenen Saison zog einen Aufstieg in die Nationalmannschaft und ins A-Kader mit sich. Im Mai 2016 gewann Jolanda Annen ihren ersten Triathlon-Weltcup im mexikanischen Huatulco. Mit dem Sieg sicherte sie sich die Teilnahme an den Olympischen Sommerspielen 2016 in Brasilien und am 20. August erreichte sie in Rio de Janeiro für die Schweiz den 14. Rang und war damit die jüngste Teilnehmerin in den Top 25.
In der ITU-Jahreswertung belegte Jolanda Annen in der Saison 2016 als beste Schweizerin den 26. Rang.
Bei der Triathlon-Europameisterschaft auf der olympischen Kurzdistanz erreichte sie im Juni 2017 in Kitzbühel den sechsten Rang. Eine Woche später wurde Jolanda Annen Düsseldorf Vizeeuropameisterin auf der Sprintdistanz in der Elite-Klasse. Im World Triathlon Series Ranking belegte die damals 25-Jährige im September 2017 nach den neun Rennen der Weltmeisterschaftsrennserie als beste Schweizerin den neunten Rang. In der Saison 2018 musste sie nach einer Sitzbein-Verletzung länger pausieren.

### Olympische Sommerspiele 2020
Im Juni 2021 wurde die 28-Jährige Achte bei der Europameisterschaft auf der Triathlon-Sprintdistanz. Jolanda Annen wurde ebenso im Juni von Swiss Olympic selektioniert für die Triathlon-Wettkämpfe an den Olympischen Spielen und sie belegte in Tokio den 19. Rang und in der gemischten Staffel zusammen mit Nicola Spirig-Hug, Max Studer und Andrea Salvisberg den 7. Rang.
Jolanda Annen studiert seit 2021 BSc Betriebsökonomie Sportmanagement an der FFHS (Fernfachhochschule Schweiz).

## Auszeichnungen
- Swiss Triathlon Award 2017 (Schweizer Triathletin des Jahres)[7]

## Sportliche Erfolge
| Datum/Jahr    | Rang | Wettbewerb                                           | Austragungsort | Zeit       | Bemerkung                                                                 |
| ------------- | ---- | ---------------------------------------------------- | -------------- | ---------- | ------------------------------------------------------------------------- |
| 14. Juli 2024 | 16   | ITU World Championship Series 2024                   | Hamburg        | 00:56:31   |                                                                           |
| 20. Apr. 2024 | 8    | ITU Triathlon World Cup                              | Wollongong     | 01:01:09   |                                                                           |
| Juli 2023     | 1    | Yotta XP Élite                                       | Vichy          | 03:39:48   | 5 Durchgänge mit je 1 km Schwimmen und 8 km Laufen                        |
| 10. Dez. 2022 | 8    | ATU Africa Triathlon Cup                             | Dachla         | 01:54:29   |                                                                           |
| 21. Aug. 2020 | 6    | ITU Triathlon World Cup                              | Karlsbad       | 02:08:59   |                                                                           |
| 27. Juli 2021 | 19   | Olympische Spiele 2020                               | Tokio          | 02:01:31   |                                                                           |
| 19. Juni 2021 | 8    | ETU Sprint Triathlon European Championships          | Kitzbühel      | 00:35:50   | ETU-Europameisterschaft Triathlon Sprintdistanz                           |
| 23. Mai 2021  | 4    | ITU Triathlon World Cup                              | Lissabon       | 01:59:55   |                                                                           |
| 15. Juni 2019 | 2    | ITU World Championship Series 2019                   | Nottingham     | 01:23:55   | in der gemischten Staffel mit Max Studer, Alissa Konig und Adrien Briffod |
| 31. März 2019 | 2    | ITU Triathlon World Cup                              | New Plymouth   | 01:03:28   | hinter der Italienerin Angelica Olmo                                      |
| 10. Feb. 2019 | 10   | ITU Triathlon World Cup                              | Kapstadt       | 00:58:28   |                                                                           |
| 21. Okt. 2018 | 5    | ITU Triathlon World Cup                              | Salinas        | 00:58:44   | hinter der Ukrainerin Julija Jelistratowa                                 |
| 15. Apr. 2018 | 1    | Internationaler Triathlon Wallisellen                | Wallisellen    |            |                                                                           |
| 30. Sep. 2017 | 1    | ITU Triathlon World Cup                              | Weihai         | 02:09:47   | 3. Weltcupsieg                                                            |
| 14. Sep. 2017 | 10   | ITU World Championship Series 2017                   | Rotterdam      | 02:02:43   | Grandfinal WM-Serie 2017                                                  |
| 9. Sep. 2017  | 1    | Bitburger deutsche Triathlon Bundesliga              | Binz, Rügen    | 01:00:24   |                                                                           |
| 3. Sep. 2017  | 1    | Swiss Pro League                                     | Yverdon        | 01:08:33   |                                                                           |
| 5. Aug. 2017  | 13   | ITU World Championship Series 2017                   | Montreal       | 02:04:41   | WM-Serie 2017                                                             |
| 29. Juli 2017 | 5    | ITU World Championship Series 2017                   | Edmonton       | 01:02:09   | WM-Serie 2017                                                             |
| 15. Juli 2017 | 5    | ITU World Championship Series 2017                   | Hamburg        | 00:59:49   | [ 10 ]                                                                    |
| 2. Juli 2017  | 1    | Internationaler Uri Triathlon                        | Seedorf        | 01:00:42   |                                                                           |
| 24. Juni 2017 | 2    | ETU Sprint Distance Triathlon European Championships | Düsseldorf     | 01:03:38   | Vizeeuropameisterin auf der Sprintdistanz beim T3 Triathlon               |
| 16. Juni 2017 | 6    | ETU Triathlon European Championships                 | Kitzbühel      | 01:58:47   | Europameisterschaft auf der olympischen Kurzdistanz                       |
| 4. Juni 2017  | 1    | ITU Triathlon World Cup                              | Cagliari       | 01:02:04   |                                                                           |
| 13. Mai 2017  | 15   | ITU World Championship Series 2017                   | Yokohama       | 02:00:11   | WM-Serie 2017                                                             |
| 9. Apr. 2017  | 1    | Internationaler Triathlon Wallisellen                | Wallisellen    | 00:47:27   |                                                                           |
| 3. März 2017  | 11   | ITU World Championship Series 2017                   | Abu Dhabi      | 02:05:50   | erstes Rennen der WM-Serie 2017                                           |
| 11. Feb. 2017 | 5    | ITU Triathlon World Cup                              | Kapstadt       | 01:00:31   |                                                                           |
| 4. Sep. 2016  | 10   | ITU World Championship Series 2016                   | Edmonton       | 00:57:41   |                                                                           |
| 20. Aug. 2016 | 14   | Olympische Sommerspiele 2016                         | Rio de Janeiro | 01:59:42   | Olympiasiegerin Gwen Jorgensen                                            |
| 7. Aug. 2016  | 6    | ITU Triathlon World Cup                              | Montreal       | 01:04:33   |                                                                           |
| 16. Juli 2016 | 27   | ITU World Championship Series 2016                   | Hamburg        | 00:58:39   |                                                                           |
| 2. Juli 2016  | 19   | ITU World Championship Series 2016                   | Stockholm      | 02:07:47   |                                                                           |
| 7. Mai 2016   | 1    | ITU Triathlon World Cup                              | Huatulco       | 02:14:06   | 1. ITU Weltcupsieg                                                        |
| 24. Apr. 2016 | 33   | ITU World Championship Series 2016                   | Kapstadt       | 01:01:47   |                                                                           |
| 17. Apr. 2016 | 1    | Internationaler Triathlon Wallisellen                | Wallisellen    | 00:51:52   | [ 11 ]                                                                    |
| 5. März 2016  | 23   | ITU World Championship Series 2016                   | Abu Dhabi      | 01:58:26   | im ersten Rennen der Saison                                               |
| 23. Okt. 2015 | 2    | ITU Triathlon World Cup                              | Tongyeong      | 02:01:06   |                                                                           |
| 17. Okt. 2015 | 10   | ITU Triathlon World Cup                              | Alanya         | 02:01:02   |                                                                           |
| 15. Sep. 2015 | 22   | ITU World Championship Series 2015                   | Chicago        | 01:59:15   | Grand Final Chicago                                                       |
| 29. Aug. 2015 | 1    | Schweizer Triathlon-Meisterschaften                  | Uster          | 00:50:00   | Schweizermeisterin Triathlon                                              |
| 2. Aug. 2015  | 21   | ITU World Olympic Qualification Event                | Rio de Janeiro | 02:02:53   |                                                                           |
| 18. Juli 2015 | 21   | ITU World Triathlon Hamburg                          | Hamburg        | 00:58:50   |                                                                           |
| 12. Juli 2015 | 2    | ETU Triathlon European Championship Mixed Relay      | Genf           | 00:23:42   | Europameisterschaften im Team                                             |
| 11. Juli 2015 | 14   | ETU Triathlon European Championships                 | Genf           | 02:11:23   | Europameisterschaften                                                     |
| 14. Juni 2015 | 2    | ITU Triathlon World Cup                              | Huatulco       | 01:06:48   |                                                                           |
| 31. Mai 2015  | 25   | ITU World Championship Series 2015                   | London         | 00:57:21   | auf der Sprintdistanz                                                     |
| 19. Apr. 2015 | 1    | Internationaler Triathlon Wallisellen                | Wallisellen    | 00:50:20,7 |                                                                           |
| 29. März 2015 | 18   | ITU World Championship Series 2015                   | Auckland       | 02:14:18   |                                                                           |
| 22. März 2015 | 21   | ITU Triathlon World Cup                              | New Plymouth   | 01:01:56   |                                                                           |
| 6. März 2015  | 39   | ITU World Triathlon Abu Dhabi                        | Abu Dhabi      | 01:01:10   |                                                                           |
| 18. Okt. 2014 | 7    | ITU Triathlon World Cup                              | Tongyeong      | 02:02:09   | hinter der Siegerin Emma Jackson                                          |
| 25. Aug. 2013 | 4    | ITU Triathlon European Cup                           | Karlsbad       | 02:06:53   |                                                                           |
| 15. Sep. 2012 | 3    | Schweizer Triathlon-Meisterschaften                  | Murten         |            | [ 13 ]                                                                    |

| Datum/Jahr   | Rang | Wettbewerb                         | Austragungsort | Zeit     | Bemerkung                |
| ------------ | ---- | ---------------------------------- | -------------- | -------- | ------------------------ |
| 12. Mai 2013 | 1    | Schweizer Duathlon-Meisterschaften | Zofingen       | 01:40:01 | Duathlon-Staatsmeisterin |